# Софијски Арсенал – Музеј савремене уметности
Софијски Арсенал-Музеј савремене уметности је део архитектонског комплекса, споменик културе, који је према посебном пројекту у процесу реконструкције како би биле сачуване све карактеристике комплекса у коме ће се налазити Музеј савремене ликовне уметности Бугарске.

## Положај и заштита
Софијски Арсенал-Музеј савремене уметности смештен је у Јужном парку Софије на Булевару Черни Врах бр. 2, и својим изгледом уклапа се у модерне трендове „зеленог дизајна“.
Зграда будућег музеја је проглашена за непокретно архитектонско културно добро од локалног значаја, као део историјског комплекса „Софијски Арсенал”. У процесу реконструкције на овом објекту сачуване су све његове карактеристике и узете у обзир све њена развијене архитектонске вредности.

## Пројекат „Софијски Арсенал”
Софијски Арсенал – Музеј савремене уметности је део музејске мреже „Скупштина Арсенала”, која је 2015. године основана у Нижњем Новгороду од стране представника седам европских културних институција из Амстердама, Берлина, Софије, Копенхагена, Меца, Лисабона и Талина на посебној скупштини на којој су учесници пренели своја искуства у адаптацији зграда некадашњих војних локалитета и њиховом опремању новим функцијама. Те године започела је друга фаза реализације Пројеката „Софијски Арсенал – Музеј савремене уметности“ у Софији по уговору број 24-10-МП-1 од 23. априла 2015.године са корисником Народне галерија, у оквиру програма БГ08 „Културно наслеђе и савремена уметност“, који финансира Финансијски механизам европског економског простора (ФМ ЕЕА/ 2009-2014) и обухвата другу фазу изградње новог музеја.

### Реализација пројекта по фазама
Пројекат обухвата велику реконструкцију зграде Софијског Арсенала у Музеј савремене уметности.
Прва фаза
У првој фази планирана изградња изложбеног простора на првом спрату, успешно је завршен по пројекту архитектонског студија Браћа Кадинови, 17. јуна 2011. године.
Друга фаза
У другој фази планиран је:
- завршетак другог спрата и поткровља зграда
- изградња депо, који треба да испуњава све савремене музејске захтеве,
- посебна зграда за привремене изложбе.

## Надлежност и активности
Софијски Арсенал – Музеј савремене уметности је огранак Националне галерије. 
Од 2011. године до данас програм музеја обухватио је близу стотину догађаја, а токо 2015. и 2016. године Музеј је покренуо и нове пројекте, као што су:
- „Простор-јавност“ који представља просторне визуелизације везане за зграду музеја, њену историју, трансформацију, људе који је посећују.
- Пројекат „Аутобиографија” који развија музејски програм за документовање савремене уметности. Без ретроспективног карактера, циљ пројекта је да именује и истакне имена аутора и њихова дела која су променила савремену уметност Бугарске од 1990-их.
- Програм „Театар у музеју“ који подржава стварање позоришта у холовима музеја и обогаћује га новим идејама, значењима и животом.
- Радионица „Интерактивне савремене технике и интердисциплинарни приступи“ која је намењена студентима, деци из етничких мањина, са посебним образовним потребама или у социјално угроженом положају.

## Информације за посетиоце
Радно време:
Уторак - Недеља: 10.00 - 18.00 
Понедељком, државним празници у Бугарске, за Божић, Нову година и Ускрс музеј не ради.
Организовани обилазак музеја
За посетиоце музеја организован је обилазак музејских изложби сваке среде од 13 часова. Током овог обиласка посетиоци музеја могу да погледају актуелну изложбу заједно са њеним кустосом и учесницима.